# Єзі

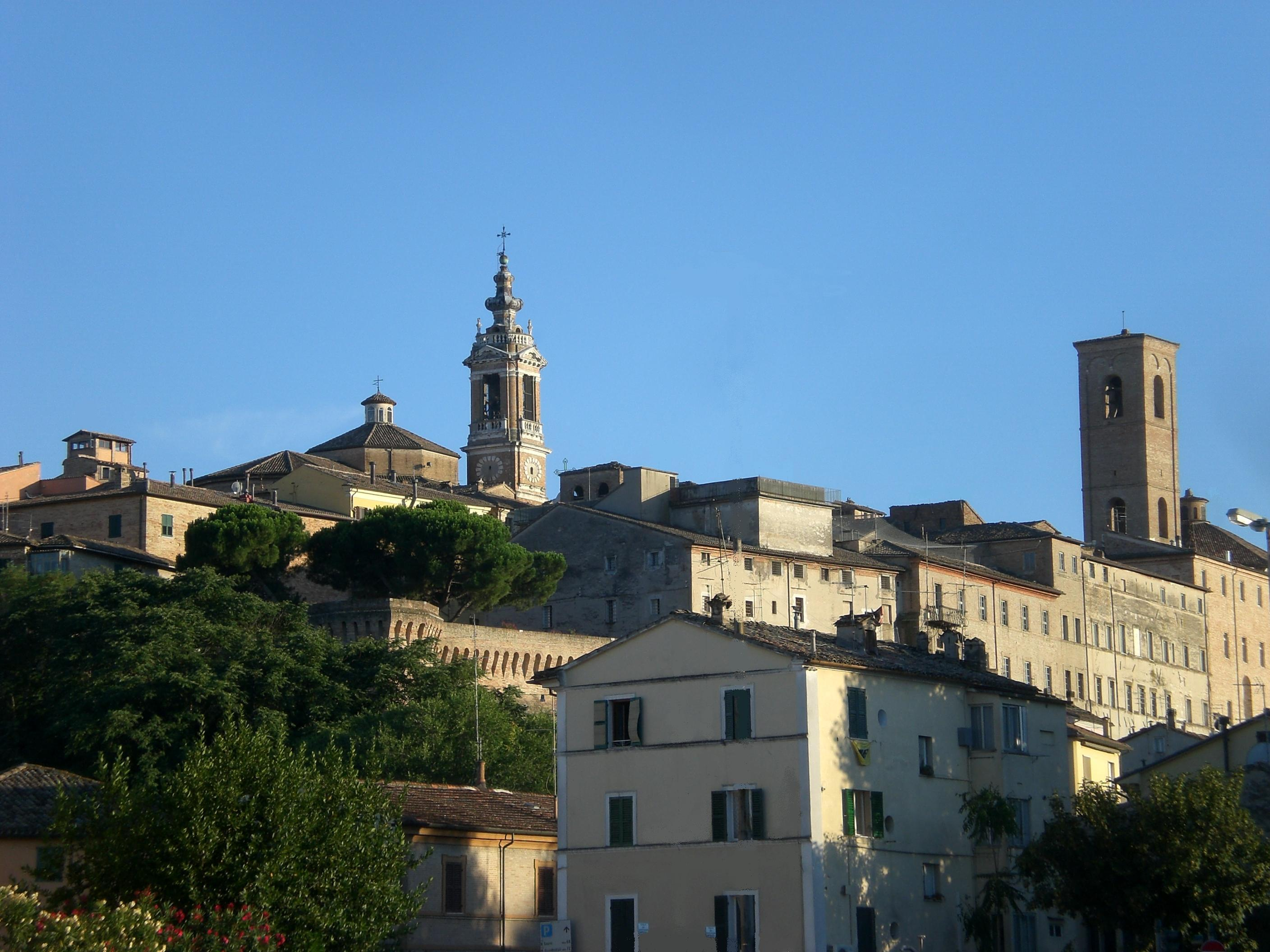
Історичний центр

Єзі (італ. Jesi) — муніципалітет в Італії, у регіоні Марке, провінція Анкона. Щорічний фестиваль відбувається 22 вересня. Покровитель — Святий Сеттіміо (італ. Settimio di Jesi).

## Фізична географія

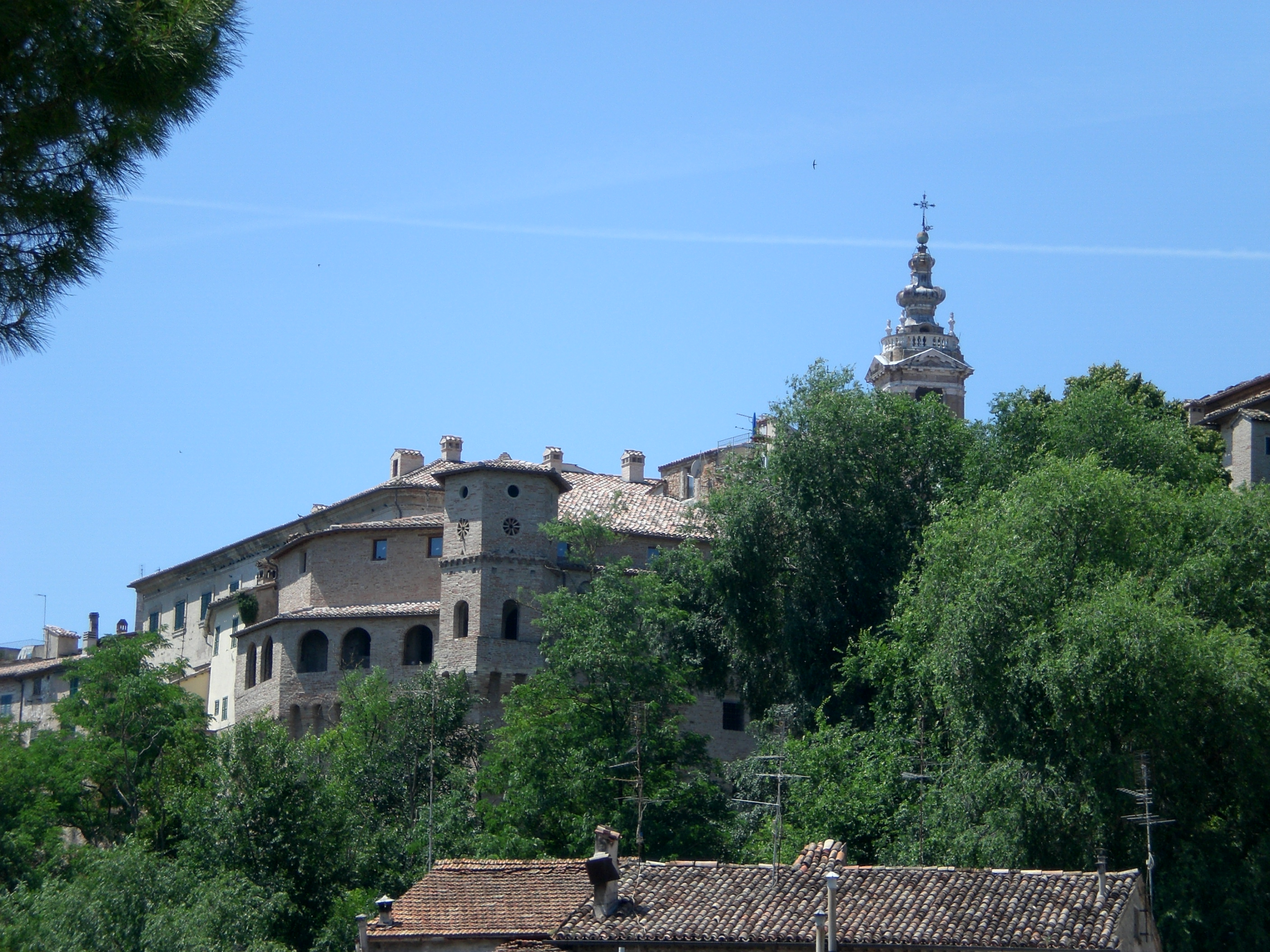

Єзі розміщене на відстані близько 195 км на північ від Рима, 25 км на південний захід від Анкони. Місто розташоване в нижній частині долини річки Езіно, на невисокому пагорбі (97 м н.р.м.), а його територія займає площу 107 км².

## Демографія
Населення — 40 361 особа (2014). Єзі є у провінції третім містом за чисельністю населення після Анкона та Сенігаллія.

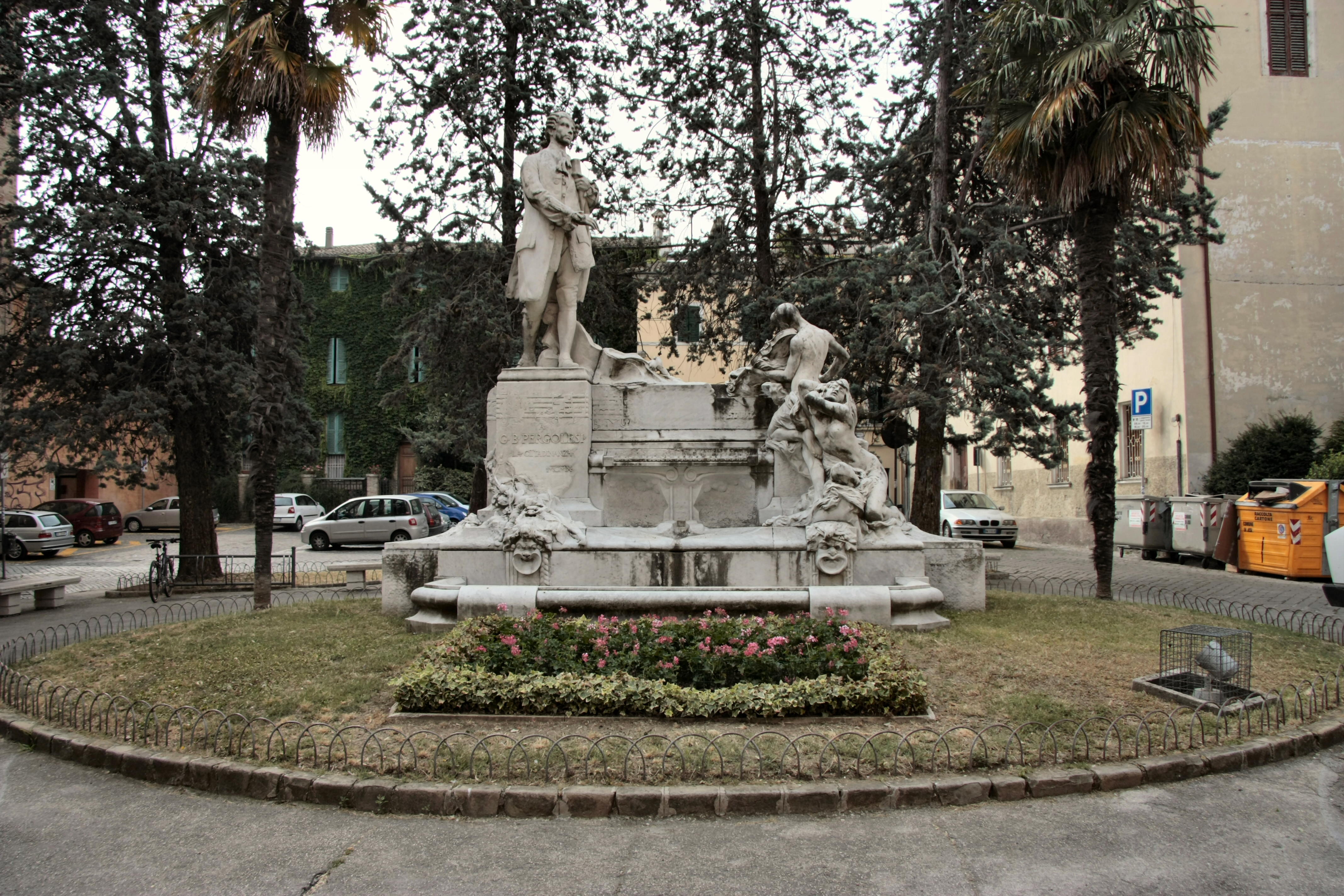
Пам'ятник Перголезі в місті Єзі

Населення за роками:

Станом на 1 січня 2023 року в муніципалітеті офіційно проживало 4365 іноземців з 99 країн, серед них 1223 громадяни країн Євросоюзу та 126 громадян України.

## Культура

### Музика
У 2000 році в Єзі був створений «Фонд Перголезі Спонтіні», який своєю діяльністю має на меті підвищення репутації та престижу двох композиторів Джованні Баттіста Перголезі та Гаспаре Спонтіні, які походять з цієї місцевості. Тому 2001 року в Єзі був заснований міжнародний «Фестиваль Перголезі Спонтіні», на якому виконуються твори цих композиторів. Крім Єзі місцем проведення фестивалю є також інші міста провінції Анкона.

## Відомі люди
- Фрідріх II (1194—1250) — німецький король (1212—1250), імператор Священної Римської імперії (1220—1250), король Сицилії (1197—1250), народився в Єзі.
- Джованні Баттіста Перголезі, (1710—1736) — композитор, скрипаль і органіст, народився в Єзі.
- Рафаель Сабатіні (1875—1950) — англомовний письменник італійського й англійського походження, народився в Єзі.
- Валерія Моріконі, (народилася як Валерія Абруцетті, 1931—2005), — акторка театру і кіно, народилася в Єзі.
- Джованна Трілліні (1970—) — фехтувальниця, чотириразова олімпійська чемпіонка, народилася в Єзі.
- Валентина Веццалі (1974—) — фехтувальниця (рапіра), п'ятиразова олімпійська чемпіонка, десятиразова чемпіонка світу, народилася в Єзі.
- Аліса Белляґамба (1987—) — акторка та танцівниця, народилася в Єзі.

## Українці в Єзі
13 червня 2015 року у місті Єзі відбулося свято «Пізнай світ, подорожуючи на 0 км», на якому вперше була презентована Україна. Серед запрошених до участі держав її гідно презентували українці різних місць регіону Марке, зокрема: Анкони, Єзі, Нумани, Фальконари, Філотрано, Чівітанова та Пезаро.
Італійці мали можливість ознайомитись з літературою про Україну, написаною італійською мовою, зразками українського побутового мистецтва. Тихо лунали українські пісні. Під українським тином діточки різних національностей, вчилися плести справжні українські віночки.

## Сусідні муніципалітети
| - Агульяно - Камерата-Пічена - Кастельбелліно | - К'яравалле - Чинголі - Філоттрано | - Майолаті-Спонтіні - Монсано - Монте-Роберто | - Монте-Сан-Віто - Польвериджі - Сан-Марчелло | - Сан-Паоло-ді-Єзі - Санта-Марія-Нуова - Стаффоло |